# Campo Magro
Campo Magro est une municipalité brésilienne située dans l'État du Paraná.